# Charlie McDonnell
Charles Joseph "Charlie" McDonnell (Bath, 1990. október 1. –) angol videó-blogger, zenész. Saját YouTube-csatornájára feltöltött videóit több mint 110 000 milliószor nézték meg eddig.

## Korai évei, magánélete
1990. október 1-jén született Bath városában, és itt is nőtt fel két testvérével, Bridie-vel és William-el. 2010 augusztusában barátjával, a szintén videó-blogger Alex Day-el együtt Londonba költözött.

## YouTube
2007 áprilisában "charlieissocoollike" néven létrehozta saját YouTube-csatornáját. A kezdetektől videó-blogolásra használta a csatornát, mások videóinak a feltöltését pedig kifejezetten rossznak vélte első sikeresebb videójában, a "How To Get Featured on YouTube"-ban. E videó hatására az addig nagyjából 150-ről két nap alatt több mint 4400 követője lett. [forrás?]
2010. április 21-én övé lett az Egyesült Királyságból regisztráltak közül a legtöbb követővel rendelkező csatorna. 2011 februárjában a csatorna látogatottsága elérte a 28 milliót, a feliratkozók száma pedig túllépte az egymilliót.

## Zenei karrierje
Videó-bejegyzései közül többen énekel. A dalokból többet is a This Is Me című, 2010. december 1-jén megjelent, debütáló albumán adott ki.

### Sons Of Admirals
2010-ben három másik YouTube-os, Alex Day, Edd Plant, és Tom Milsom társaként létrehozta a Sons Of Admirals nevű együttest. Első közös számukat, Cat Stevens 1967-es Here Comes My Baby című dalának feldolgozását 2010. június 14-én, Charlie csatornáján keresztül mutatták be; a dalban mind a négyen énekeltek. 2010 októberében kiadott középlemezükön szerepelt a szám akusztikus változata, videóklipje, valamint a klip készítéséről szóló háttéranyagok, ezentúl az Arthur című rajzfilmsorozat dala, a "Believe In Yourself" az ő feldolgozásukban.
A banda nem mondható hagyományos együttesnek, ugyanis tagoknak nincs konkrét szerepkörük, mindegyikük külön-külön, szólóban is zenél.